# Ким Хвансик
Ким Хвансик (кор. 김황식?, 金滉植?; род. 9 августа 1948, уезд Чансон, провинция Чолла-Намдо, Корея) — премьер-министр Республики Корея в 2010–2013 годах.
Получил юридическое образование в Марбургском университете и Сеульском национальном университете. Работал судьёй. На государственной службе — с 1972 года. В 2005-08 годах — судья Верховного суда РК, затем — председатель комитета по аудиту и инспекциям.
16 сентября 2010 года президент Южной Кореи Ли Мёнбак выдвинул кандидатуру Ким Хвансика на должность премьер-министра. 1 октября Ким Хвансик был утверждён в должности корейским парламентом; в его поддержку высказалось 169 депутатов, против — 71. Он стал первым премьер-министром из провинции Чолла-Намдо. В качестве ключевых принципов своей работы на новом посту он назвал «закон и принцип», «диалог и единство», «помощь ближнему и сочувствие».